# Peter King (1er baron King)
Pour les articles homonymes, voir Peter King et King.
Peter King, (c. 1669 - 22 juillet 1734) est un avocat et homme politique anglais, devenu Lord grand chancelier .

## Biographie
Il est né à Exeter en 1669,  et fait ses études à Exeter Grammar School. Dans sa jeunesse, il s'intéresse à l'histoire de l'Église primitive et publie anonymement en 1691 une enquête sur la constitution, la discipline, l'unité et le culte de l'Église primitive qui s'épanouit au cours des trois cents premières années qui suivirent le Christ . Ce traité suscite l'intérêt de son cousin, le philosophe John Locke, sur les conseils duquel son père l'a envoyé à l'université de Leyde, où il reste près de trois ans. Il entre à Middle Temple en 1694 et est appelé à la barre en 1698 .
En 1700, il est élu au Parlement d'Angleterre en tant que député de Bere Alston, dans le Devon, jusqu'en 1715.
Il est nommé enregistreur de Glastonbury en 1705 et enregistreur de Londres en 1708. Devenu sergent, il est nommé Juge en chef des plaids communs de 1714 à 1725, lorsqu'il est élevé à la pairie en tant que Lord Justice et Lord président de la Chambre des lords. En juin de la même année, il est nommé Lord grand chancelier, exerçant ses fonctions jusqu'à ce qu'il démissionne, après un Accident vasculaire cérébral en 1733 .
Il est admis membre de la Royal Society le 14 novembre 1728 .
Il meurt à Ockham, dans le Surrey, le 22 juillet 1734 .

## Évaluation

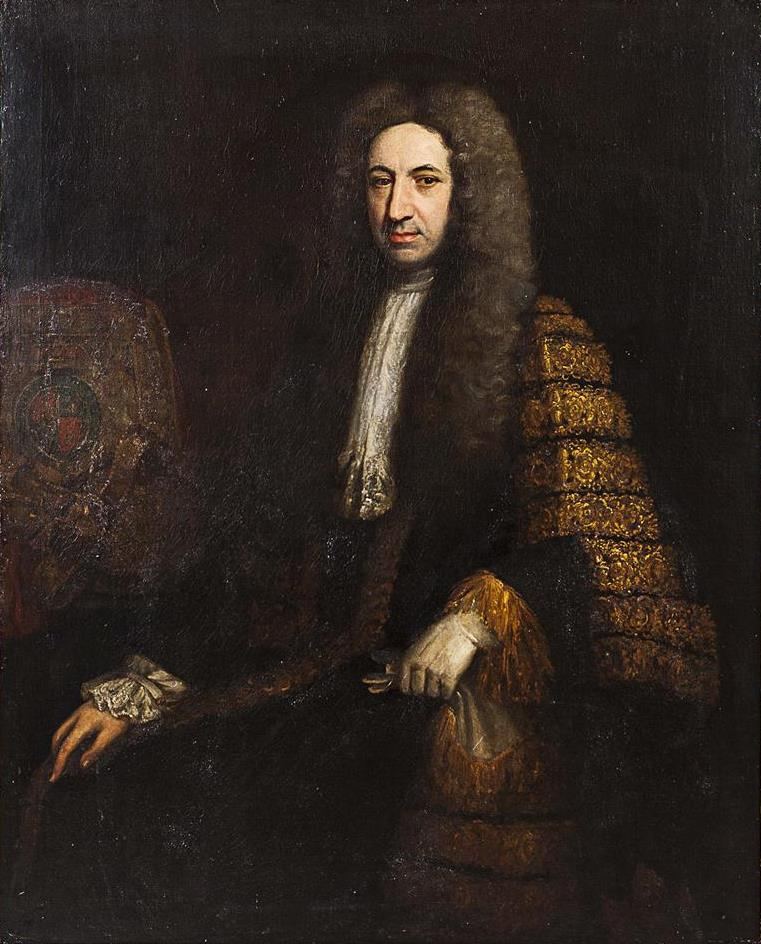
Lord King, Lord Chancelier

Lord King, en tant que chancelier, n’a pas maintenu la réputation qu’il avait acquise au barreau. Néanmoins, il a laissé sa marque sur le droit anglais en établissant les principes selon lesquels un testament de propriété immobilière est régi par la lex loci rei sitae et celui où un mari a légalement droit aux biens de sa femme. Il était également l'auteur de la loi (4 Geo. II. C. 26) en vertu de laquelle l'anglais remplaçait le latin en tant que langue des tribunaux .

## Famille
King épouse Anne Seys en 1704. Ils ont six enfants: deux filles et quatre fils. Chacun de ses fils lui a succédé à son tour en tant que Lord King, baron d'Ockham.
En 1835, son arrière-arrière-petit-fils, William King-Noel (1805-1893), épouse Ada Lovelace, fille unique de Lord Byron et est par la suite créé comte de Lovelace. Un autre descendant, William King-Noel, est député de Surrey de 1847 à 1849 et devient célèbre en tant qu’avocat de la réforme, étant responsable de l’adoption de la Real Estate Charges Act de 1854 et de l’abrogation d’un grand nombre de lois .

## Travaux
Lord King publie en 1702 une Histoire du credo des apôtres (Leipzig, 1706; Bâle, 1750), qui a plusieurs éditions et est également traduite en latin . Ses travaux antérieurs "Une enquête sur la constitution, la discipline, l'unité et le culte de l'église primitive: qui prospéra dans les trois cents ans qui suivirent le Christ" furent publiés en 1691 et cités par John Wesley dans plusieurs de ses correspondances et est considéré comme influençant beaucoup de son point de vue sur l'ordre de l'Église .